# Park Narodowy Tingo María
Park Narodowy Tingo María (hiszp. Parque nacional Tingo María) – park narodowy położony w Peru w regionie Huánuco (prowincja Leoncio Prado). Został utworzony 14 maja 1965 roku i zajmuje obszar 47,77 km². W 2008 roku został zakwalifikowany przez BirdLife International jako ostoja ptaków IBA.

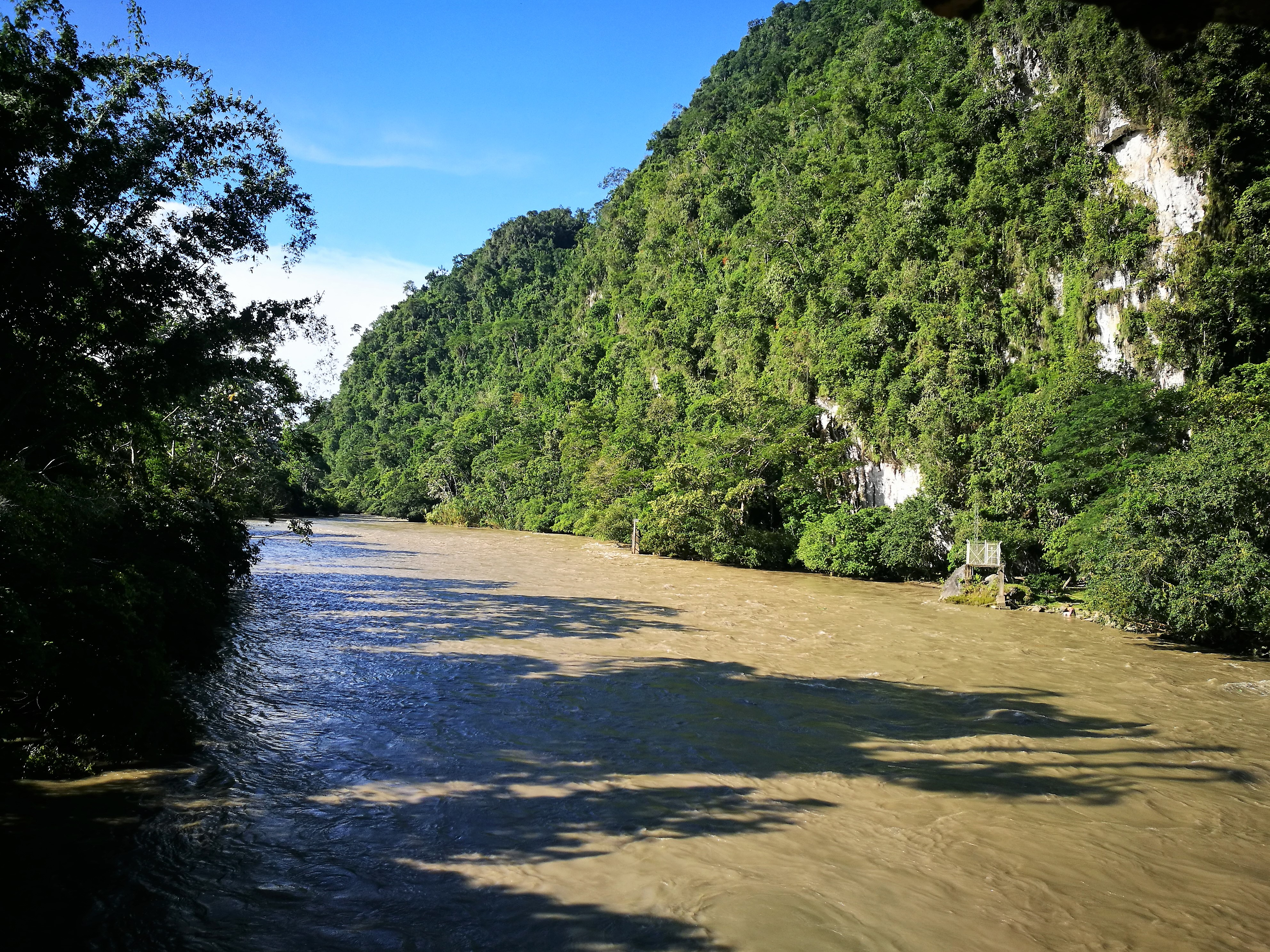
Rzeka Monzón

## Opis
Park obejmuje znaczną część niewysokiego (do 1800 m n.p.m.), wapiennego pasma górskiego La bella durmiente (w języku polskim Śpiąca Królewna) górującego nad miastem Tingo María. Znajduje się u zbiegu rzek Huallaga i Monzón. Występują tu gorące źródła i liczne jaskinie z których najbardziej znana jest, udostępniona turystycznie, jaskinia Cueva de las Lechuzas.
Klimat jest gorący i wilgotny, ze średnią temperaturą +24,5 °C. Roczna suma opadów waha się między 3000 a 3500 mm. Pora deszczowa trwa od października do kwietnia.

## Flora
Park pokrywa wilgotny las równikowy. Rośnie tu 96 gatunków drzew, 17 gatunków palm i 31 gatunków krzewów. Są to zagrożony wyginięciem (EN) Juglans neotropica, narażony na wyginięcie (VU) cedrzyk wonny, a także m.in.: Euterpe precatoria, Guazuma crinita, chinowiec lekarski, Cinchona pubescens, Manilkara bidentata, Myristica calophylla, Alnus jorullensis, Nectandra cuspidata, Clarisia racemosa, Calophyllum brasiliense, Protium opacum, Persea grandis, Buchenavia viridiflora, Jessenia bataua, słoniak wielkoowocowy, Astrocaryum huicungo oraz liczne gatunki storczyków w tym zagrożony wyginięciem (EN) Phragmipedium besseae.

## Fauna
Ssaki żyjące w parku to narażone na wyginięcie (VU) ocelot tygrysi i tapir amerykański, a także m.in.: puma płowa, jaguar amerykański, ocelot wielki, ocelot nadrzewny, japok wodny, kapibara wielka, wydrak długoogonowy, pekariowiec obrożny, sajmiri czarnołbista, tamaryna siodłata, mazama ruda.
Ptaki to żyjący w jaskini Cueva de las Lechuzas tłuszczak, a także m.in.: skalikurek andyjski, kondor królewski, piłodziób wspaniały, tapiranga kreskowana.